# Le Conquet
Le Conquet (Konk-Leon trong Breton) là một xã của tỉnh Finistère, thuộc vùng Bretagne, miền tây bắc Pháp.

## Dân số
Người dân ở Le Conquet được gọi là Conquetois.
| 1962                                                                                             | 1968 | 1975 | 1982 | 1990 | 1999 | 2005 |
| ------------------------------------------------------------------------------------------------ | ---- | ---- | ---- | ---- | ---- | ---- |
| 1891                                                                                             | 1811 | 1881 | 2011 | 2149 | 2408 | 2534 |
| Not counting those already counted in another commune (such as students and military personnel). |      |      |      |      |      |      |